# ستيفان سلطانا
ستيفان سلطانا (بالإنجليزية: Stefan Sultana)‏ (18 يوليو 1968 في مالطا - ) هو لاعب كرة قدم مالطي في مركز الهجوم. شارك مع منتخب مالطا تحت 21 سنة لكرة القدم ومنتخب مالطا لكرة القدم. أما مع النوادي، فقد لعب مع نادي هيبرنيانز وهامرون سبارتانز وXewkija Tigers F.C. ‏.

## مسيرته الكروية
لعب ستيفان سلطانا خلال مسيرته الاحترافية مع ناديين في ثمانية وعشرون موسمًا وسجل خلالها 197 هدف ضمن 428 مباراة. حيث فاز في خمسة مواسم بالكأس وفي أربعة مواسم بالدوري.
خاض ستيفان سلطانا مسيرته مع نادي هامرون سبارتانز في موسم 1983–84 في المرة الأولى ليلعب معه ستة عشر موسمًا ثم في موسم 2001–02 ليلعب معه ثمانية مواسم، مشاركًا طوالها في 359 مباراة سجل خلالها 172 هدف. ثم انتقل إلى نادي هيبرنيانز في موسم 1998–99 ليلعب معه أربعة مواسم، حيث شارك في 69 مباراة سجل خلالها 25 هدفًا.

## وصلات خارجية
- ستيفان سلطانا على موقع الاتحاد الأوربي (الإنجليزية)
- ستيفان سلطانا على موقع قاعدة بيانات كرة القدم.إي يو (الإنجليزية)
- ستيفان سلطانا على موقع ناشيونال فوتبول تيمز (الإنجليزية)